# Take Me Out to the Ball Game
Take Me Out to the Ball Game (Engl., etwa: Führ mich zum Baseballspiel aus) ist ein im frühen 20. Jahrhundert in der Tin Pan Alley entstandener Song, der in den folgenden Jahrzehnten zur inoffiziellen Hymne des Baseballsports avancierte. Den Text schrieb Jack Norworth, die Musik Albert Von Tilzer. Traditionell wird das Lied in Baseballstadien weltweit beim Seventh-inning stretch gespielt.
Das Lied handelt im Originaltext von 1908 von einem jungen Mädchen („Katie Casey“), das von ihrem Freund zu einer Show ausgeführt werden soll, aber lieber von ihm zu einem Baseballspiel begleitet werden will. Im ähnlich verbreiteten Text von 1927 wird das Mädchen (hier: „Nelly Kelly“) von ihrem Freund nach Coney Island eingeladen, fordert aber stattdessen einen Besuch im Ballpark.

## Geschichte
Der Originaltext wurde 1908 von Jack Norworth, einem Star des Vaudeville, während einer U-Bahn-Fahrt geschrieben. Inspiriert wurde er dabei durch eine Werbeanzeige, die ein Baseballspiel im Polo Grounds in Manhattan anpries. Anschließend schrieb der US-amerikanische Musikproduzent Albert Von Tilzer Musik für die bereits vorhandenen Worte. Das Lied wurde umgehend zu einem Erfolg und war 1908 eines der erfolgreichsten Musikstücke in den USA.

## Vorkommen in anderen Medien
Die Episode 7x04 „Take Me Out to the Holosuite“ (deutscher Titel Wettkampf in der Holosuite) der Star-Trek-Serie Deep Space Nine weist in ihrem Titel und in ihrer Thematik auf dieses Lied hin. Die Hauptfiguren der Science-Fiction-Serie bestreiten hier auf einem holographischen (durch Computer dreidimensional kreierten) Baseballfeld ein vorbereitendes Training und ein Baseballspiel gegen eine Mannschaft bestehend aus außerirdischen Vulkaniern.

## Versionen
Das Lied, zumindest der Refrain des Liedes, wurde in den mehr als 100 Jahren seit dem Entstehen unzählige Male von verschiedensten Künstlern aufgenommen. Der Ursprungstext und die Musik von 1908 sind in den USA mittlerweile Public Domain. Außerhalb der USA ist das Lied wegen des Schutzfristenvergleichs überwiegend gemeinfrei, in Deutschland ist die Musik bis Ende 2026 und der Originaltext bis Ende 2029 urheberrechtlich geschützt. Trotzdem ist eine weltweite Nutzung ohne die Zahlung von Tantiemen selbstverständlich.
Zumindest die Melodie wurde und wird sehr häufig in Filmen und TV-Serien verwendet, wenn in irgendeiner Art und Weise Baseball das Thema ist. So findet sich der Song mehrmals in der US-amerikanischen Zeichentrickserie Die Simpsons oder in der Miniserie Kingdom Hospital wieder. Im 1949 im Original nach dem Lied benannten Film Spiel zu dritt singen die Hauptdarsteller Gene Kelly und Frank Sinatra die erste Strophe der Version von 1927.
Mitte der 1990er Jahre wurden im Zuge einer Werbekampagne der Major League Baseball Versionen durch Künstler verschiedener Genres aufgenommen. So entstand unter anderem eine Alternative-Rock-Version der Goo Goo Dolls.